# Гаджиєв Магомед Тажудинович
Магоме́д Тажуди́нович Гаджи́єв (рос. Магомед Тажудинович Гаджиев; нар. 7 квітня 1965) — російський політичний та громадський діяч. Був депутатом Державної думи IV, V, VI та VII скликань. Член політичної партії Єдина Росія, був членом Комітету Думи з розвитку громадянського суспільства, громадських та релігійних організацій. Генерал-майор Федеральної податкової служби.

## Біографія
Гаджиєв народився 7 квітня 1965 року в Махачкалі, що на той час входила до складу Дагестанської АРСР у Радянському Союзі. У 1996 році Гаджиєв закінчив Інститут управління та бізнесу в Махачкалі, а у 1998 році здобув ступінь на юридичному факультеті Дагестанського державного університету.
Після звільнення з військової служби був призначений заступником директора (1985-1994), а потім директором (1994-1996) Хушетської бази обладнання об'єднання «Дагвино» Дагестанської АРСР. У 1996 році, після закінчення навчання, він приєднався до Західно-Каспійського басейнового управління з охорони, відтворення рибних запасів та регулювання рибальства як заступник директора управління. З 1998 по 2001 рік обіймав посади заступника голови податкової служби Республіки Дагестан та заступника голови Управління Міністерства з податків і зборів по Республіці Дагестан.
З 2001 року працював заступником начальника Міжрегіональної інспекції Міністерства з податків і зборів Російської Федерації по Південному федеральному округу. У грудні 2003 року був обраний депутатом IV скликання Державної думи.
У 2007 році був обраний до V скликання Державної думи за федеральним списком кандидатів, висунутих політичною партією Єдина Росія.
У грудні 2011 року був висунутий від політичної партії «Єдина Росія» до Державної думи Російської Федерації, за результатами розподілу мандатів був обраний до VI скликання Державної думи.
У вересні 2016 року був висунутий до Державної думи Російської Федерації від політичної партії «Єдина Росія», за результатами розподілу мандатів був обраний депутатом VII скликання Державної думи.
У червні 2022 року, під час російського вторгнення в Україну, Гаджиєв надіслав гуманітарну допомогу жителям Донецької та Луганської областей. Конвой з логотипами #Zанаших #сVоихнебросаем доставив продукти харчування та товари першої необхідності. Він також організував відправку військового спорядження для російських добровольців, які воюють в Україні.
У 2022 році Денис Пушилін, очільник Донецької народної республіки (ДНР), публічно подякував Магомеду Гаджиєву за його «всебічну підтримку та особисту участь у долі Донбасу».

## Законодавча діяльність
З 2004 по 2019 рік, під час свого перебування на посаді депутата Державної думи IV, V, VI та VII скликань, він став співавтором 303 законодавчих ініціатив та поправок до проєктів федеральних законів, у тому числі тих, що стосувалися анексії Криму.
Як член фракції Єдина Росія в Думі, він голосував за низку законопроєктів, включаючи Закон Ярової, який забороняє громадянам США усиновлювати дітей з Росії.

## Критика
Група політиків ЄС, США та України закликала до запровадження санкцій проти Магомеда Гаджиєва та інших за їхню підтримку російського вторгнення в Україну. Зокрема, американський політолог Джейсон Смарт написав у Twitter, що «Магомед Гаджиєв має бути під санкціями США та ЄС, а не жити розкішним життям у західних країнах, підтримуючи війну в Україні».
У розслідуванні румунського медіа-видання RBN повідомлялося, що Магомед Гаджиєв намагався отримати європейське громадянство в обмін на надання інформації про російську владу та олігархів.
За даними сайту Eureporter та українського телеканалу FreeДом, Гаджиєв має нерухомість у Франції та Маямі, США.